# Paul R. Gross
Pour les articles homonymes, voir Gross.
Paul R. Gross est un biologiste et auteur américain. Il est surtout connu pour son livre Superstition supérieure, coécrit avec Norman Levitt et publié aux États-Unis en 1994.
Professeur émérite de l'Université de Virginie, il en sera un temps administrateur. Il est un auteur prolifique sur les sujets de la biologie, l'évolution et le créationnisme. Il est l'un des acteurs des science wars. Son livre Creationism's Trojan Horse (en) (2004), coécrit avec Barbara Forrest, est une œuvre marquante.
Gross obtient son baccalauréat en zoologie et son Ph.D. en physiologie de l'Université de Pennsylvanie. Au cours de sa carrière, il enseigne au Massachusetts Institute of Technology, à l'Université de New York, l'Université Brown et l'Université de Rochester. De 1978 à 1988, il est président et directeur du Marine Biological Laboratory de Woods Hole (Massachusetts).